# Pentastemona
Pentastemona, biljni rod iz porodice Stemonaceae, smješten u vlastitu potporodicu Pentastemonoideae, opisan je 1982.
Rod sa svega dvije vrste endemičan je za Sumatru.

## Vrste
1. Pentastemona egregia (Schott) C.G.G.J.Steenis
2. Pentastemona sumatrana C.G.G.J.Steenis